# ناگانو ناریموری
ناگانو ناریموری، ناگانو اوجیناری (به ژاپنی: 長野 業盛/氏業 ながの なりもり/うじなり); ۱ ژانویهٔ ۱۵۴۴ – ۱۰ نوامبر ۱۵۶۶) سامورایی در خدمت خاندان اوئه‌سوگی در دوره سنگوکو اهل ژاپن بود. پدر او ناگانو ناریماسا ارباب قلعه مینووا در ولایت کوزوکه بود.

## محاصره مینووا
در حالی که شینگن برای گسترش قلمرو خود جنگ به راه انداخت، اربابان ولایت شینانو، ولایت کوزوکه و غیره یا مقاومت کردند یا تسلیم شدند.
ناگانو نوریموری ارباب قلعه مینووا در ولایت کوزوکه (شهر تاکاساکی، گونما، استان گونما) بود و در سال ۱۵۶۱ در سن ۱۷ سالگی به ریاست خانواده رسید. تا آن زمان، پدرش، نوریماسا، با خاندان تاکدا درگیری کرده بود و موفق به دفع آنها شده بود. در سال ۱۵۶۶، شینگن ارتش بزرگ ۲۰۰۰۰ نفری را رهبری کرد و به ولایت کوزوکه حمله کرد. در محاصره مینووا ناگانو نوریموری سعی کرد در قلعه مینووا از خود دفاع کند، اما در ماه سپتامبر به همراه خانواده و زیردستان خود دست به خودکشی زد. در نتیجه، خاندان ناگانو نابود شد، اما گفته می‌شود که برادر کوچکتر ناگانو نوریموری به خدمت تاکدا شینگن درآمده است.